# Giulio Simonetti
Giulio Simonetti (* 1659 in Roveredo; † 4. Mai 1729 in Bunzlau, Fürstentum Schweidnitz) war ein Schweizer Baumeister und Architekt.

## Leben und Werk
Simonetti wurde 1659 als Sohn des Maurermeisters Simone Simonetti in Roveredo im Kanton Graubünden geboren. Er war ein Bruder des Stuckateurs und Baumeisters Giovanni Simonetti. Wie mehrere andere Mitglieder seiner Familie erlernte er den Bauberuf. 1689 wird er als Bürger in Bunzlau in Niederschlesien erwähnt. Zu den durch ihn errichteten Bauten zählen das 1690 für den Grafen Balthasar Erdmann von Promnitz gebaute Schloss Wehrau sowie, als sein Hauptwerk, die nach Zerstörungen im Dreißigjährigen Krieg 1692 erfolgte Wiedererrichtung der katholischen Pfarrkirche in Bunzlau.
An Sakralbauten sind ihm weiterhin zuzurechnen: die Fronleichnamskirche (Jesuitenkirche) in Glogau – errichtet 1696 bis 1702, der 1700 bis 1702 erfolgte Erweiterungsbau der Kirche in Probsthain im Herzogtum Liegnitz sowie Umbauten an der evangelischen Kirche in Sagan und an der Kirche in Harpersdorf. Hinzu kommt noch die 1725 errichtete evangelische Pfarrkirche in Halbau. Auf dem Gebiet der Profanbauten ist die 1709 errichtete Reitbahn der Ritterakademie Liegnitz zu nennen. Simonetti verstarb 1729 in Bunzlau.